# فليغفر لنا الرب
فليغفر لنا الرب هو فيلم جريمة إثارة إسباني من إخراج رودريجو سوروجوين وبطولة أنطونيو دي لا تور، روبرتو ألامو، خافيير بيريرا ولويس زاهيرا، عرض الفيلم بدور العرض في إسبانيا في 28 أكتوبر 2016.

## روابط خارجية
- فليغفر لنا الرب على موقع IMDb (الإنجليزية)
- فليغفر لنا الرب على موقع روتن توميتوز (الإنجليزية)
- فليغفر لنا الرب على موقع ألو سيني (الفرنسية)
- فليغفر لنا الرب على موقع أول موفي (الإنجليزية)
- فليغفر لنا الرب على موقع فيلمافينيتي (الإسبانية)
- فليغفر لنا الرب على موقع قاعدة بيانات الفيلم (الإنجليزية)
- فليغفر لنا الرب على موقع ليتربوكسد (الإنجليزية)
- فليغفر لنا الرب على موقع كينوبويسك (الروسية)